# Reinhard Kösters
Reinhard Kösters (* 21. Oktober 1931 in Delbrück; † 9. März 2018 in Rietberg) war ein deutscher römisch-katholischer Priester und Theologe.

## Leben
Reinhard Kösters besuchte das Theodorianum in Paderborn und studierte nach Ende des Zweiten Weltkrieges Philosophie und Katholische Theologie am Leokonvikt in Paderborn sowie an der Jesuitenhochschule Canisianum in Innsbruck, dies besonders bei Karl Rahner. Kösters empfing am 20. Dezember 1958 im Paderborner Dom die Priesterweihe und war als Vikar in Dortmund-Marten tätig. Neben seiner Tätigkeit von 1961 bis 1977 in der Pfarre Sudhagen wurde er 1977 in München zum Doktor der Theologie promoviert.
Kösters lehrte von 1971 bis 1993 an der Katholischen Fachhochschule (KFH) in Paderborn im Fachbereich Sozialwesen als Professor für philosophische und theologische Anthropologie. Von 1977 bis 2018 war er zudem Geistlicher Rektor im Christlichen Bildungshaus Die Hegge. Von 1981 bis 2008 war er zudem Pfarradministrator in Niesen, Fölsen und Helmern.
Er war Mitglied des Rotary Clubs Bad Driburg.